# ترک‌-افغانی
در تاریخ‌نگاری شبه‌قاره هند، واژه «ترک-افغانی» به سلسله‌های اسلامی متوالی غزنویان و سلطنت دهلی اطلاق می‌شود که همگی ریشه در ترک‌زبانان آسیای مرکزی دارند. دوره ترک-افغانی از لشکرکشی های غزنویان به هند در سال ۱۰۰۰ میلادی آغاز می‌شود.

## نگاه کنید به
- فرهنگ ترکی-ایرانی
- دودمان خلجی
- خلج‌ها